# 岡治道
岡 治道（おか はるみち 1891年5月2日 - 1978年2月18日）は、日本の病理学者。日本の結核研究の第一人者。

## 経歴
1891年、東京府芝区に生まれる（広島県で出生し海軍軍医であった父とともに群馬県太田町で育ったとする資料もある）。1917年から東京帝国大学病理学教室に勤務、1927年からは東京市療養所医員となり結核症の医療に従事、1941年からは結核予防会研究所部長、所長を務めた。1946年9月には東京大学教授となり医学部病理学第1講座を担当。
同年には療養中の日本病医学会の三田村篤志郎会長の職務を代行して戦後初めての学会を開催、1947年に学会幹事に就任して学会の再興に尽力した。1952年に退官後は国鉄健康管理局、結核研究所各顧問を務めた。
結核の初期感染の発見とそれに基づく予防を目指し、エックス線検査による結核診断に道を開いた。結核研究に大きな功績を残したが、私生活は侘しいものであり還暦を迎えても友人宅で暮らす日々を送っていた。見かねた同僚らが発起人となり寄金を求めたところ、全国3万人の患者が応じて家が贈られた。
1978年2月18日、脳内出血のため国立療養所中野病院にて死去。86歳。

## 著作
- 『結核の初感染と豫防の實技』日本臨牀社 1947年
- 『結核病論』永井書店 1950年
- 『肺結核症の病型分類』日本国有鉄道衛生局 1956年
- 『岡治道・胸部レ線写真の読み方』岡治道読影 石田正統、中島章、野田喜代一編集 金原出版 1962年

## 叙勲・受章歴
- 1978年 - 従四位勲二等瑞宝章

## 主な受賞歴
- 1954年 - 第25回朝日賞（肺結核のエックス線診断学への貢献と「肺結核症のＸ線読影」の刊行で隈部英雄と同時受賞）[5]
- 1966年 - 武田医学賞（結核症の病理解剖と臨床との関係に関する研究）[6]